# Küffer Béla
Küffer Béla (Szárcsa, 1856. február 23. – Budapest, 1928. május 19.) bölcseleti doktor, képviselőházi könyvtárnok.

## Életútja
Küffer József és Schmidthauer Zsófia fia. A gimnázium I. osztályát Szegeden a kegyesrendieknél, a többi hét osztályt Szarvason végezte. Közben öt hónapot Párizsban töltött; ekkor Ujfalvy Károly Jenő hazánkfiánál lakott és a Lycée Henry IV. rétori osztályába járt. 1876-ban a budapesti egyetemen a jogi szakra iratkozott be. 1880-ban államtudományi államvizsgát tett és még egy évig bölcseleti előadásokat hallgatott; 1884. június 15-én nyert bölcseletdoktori oklevelet. Néhány hónapig az országos levéltárban szolgált. 1881-ben segédkönyvtárnok lett a képviselőházi könyvtárban, 1885-ben pedig könyvtárnok.
Cikke a Magyar Gazdaságtörténelmi Szemlében (II. 1895. A magyar főpapok és a magyar király jövedelme 1186-ban.)

## Munkái
- A köz- vagy nádori törvényszék mint Mátyás király jövedelmi forrása. Jog- és pénzügytörténeti értekezés. Tudori szigorlatra írta. Bpest, 1884.
- Francziaország vidéki élete. Uo. 1888.
- Franczia rokon- és ellenszenvek. Uo. 1888. (Különnyomat a Budapesti Szemléből.)
- A képviselőház könyvtárának czimjegyzéke. Uo. 1886. (Ism. Nemzet 99. sz.)
- A képviselőház könyvtárának katalogusa 1866–1893. Uo. 1894. (Ism. Magyar Könyv-Szemle.)
- A képviselőház könyvtári katalógusának Pótkötete 1893–1899. Uo. 1899. (A 40,000 kötetből álló könyvtár rövid ismertetésével. Ismert. Budapesti Hirlap 342. sz.)